# Empower Field at Mile High
L'Empower Field at Mile High (anciennement INVESCO Field at Mile High, Sports Authority Field at Mile High et Broncos Stadium at Mile High) est un stade de football américain, de soccer et de crosse situé sur le site de l'ancien Mile High Stadium à Denver, dans le Colorado. 
Depuis 2001, c'est le domicile des Broncos de Denver de la National Football League ainsi que des Outlaws de Denver de la Major League Lacrosse depuis 2006. De 2001 à 2006, il a été le terrain de jeu des Rapids du Colorado de la Major League Soccer qui sont partis en 2007 au Dick's Sporting Goods Park. Le stade a une capacité de 76 125 places avec 106 suites de luxe, 8 500 sièges de club et possède plus de 10 000 places de stationnement dans les alentours.

## Histoire
Le Broncos Stadium at Mile High est inauguré en septembre 2001 pour remplacer le Mile High Stadium. Son coût était de $364,2 millions de dollars. Les concepteurs du stade sont les firmes HNTB, Fentress Bradburn et Burtram Bruton. Le premier événement qui s'y déroule est un concert du groupe Eagles.
Stade des Broncos de Denver pendant plus de 30 années, il était difficile pour beaucoup de fans des Broncos d'imaginer que l'équipe devrait jouer ailleurs qu'au Mile High Stadium. Au milieu des années 1990, le propriétaire des Broncos, Pat Bowlen, émet le souhait d'un nouveau stade pour son équipe. Bien que la plupart des fans étaient satisfaits du Mile High Stadium, la franchise était désireuse d'un stade plus moderne. Le 3 novembre 1998, les électeurs approuvent un plan pour bâtir un nouveau stade. La construction du stade commence le 17 août 1999. Lors des matchs au Mile High Stadium, les supporter pouvaient observer le chantier du nouveau stade celui-ci étant construit juste à côté. La société INVESCO acquiert ensuite les droits d'appellation du stade. Cependant, pour conserver vivant l'esprit du Mile High Stadium, l'édifice est dénommé l'Invesco Field at Mile High.  
Le stade est construit en deux années. Le 10 septembre 2001, le premier match de saison régulière de football américain oppose les Broncos de Denver aux Giants de New York (victoire des Broncos 31 à 20). Le stade a une capacité de 76 125 sièges. Sa tribune principale se compose trois niveaux en forme de fer à cheval. La tribune inférieure cerne entièrement le terrain. Une statue reproduisant Bucky, un cheval sauvage mascotte des Broncos, se dresse au-dessus du tableau d'affichage. Les sièges sont aux couleurs de la franchise (bleu, blanc, orange). Le logo des Broncos est incorporé sur la tribune.  
L'Empower Field at Mile High a beaucoup de salles annexes en ce y compris le Sports Legends Mall Legacy Walk accueillant les activités d'avant match et le Colorado Sports Hall of Fame vendant les articles de l'équipe des Broncos. 
Le 16 août 2011, la société Sports Authority rachète les droits de naming du stade et celui-ci est rebaptisé Sports Authority Field at Mile High. Le 4 septembre 2019, c'est la société Empower qui rachète ces droits et le stade est renommé l'Empower Field at Mile High,.

## Événements
- Rocky Mountain Showdown, 2001 à 2003 et depuis 2006
- Drum Corps International Division I World Championships, août 2004
- Major League Lacrosse All-Star Game, 2 juillet 2005
- AFC Championship Game, 22 janvier 2006
- 2008 Democratic National Convention, 28 août 2008
- U2 et leur tournée 360° , 12 juin 2010

## Galerie

Photos du stade.
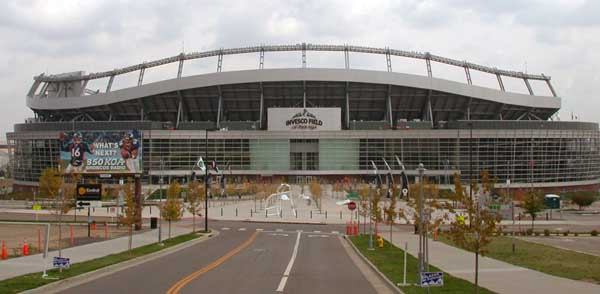
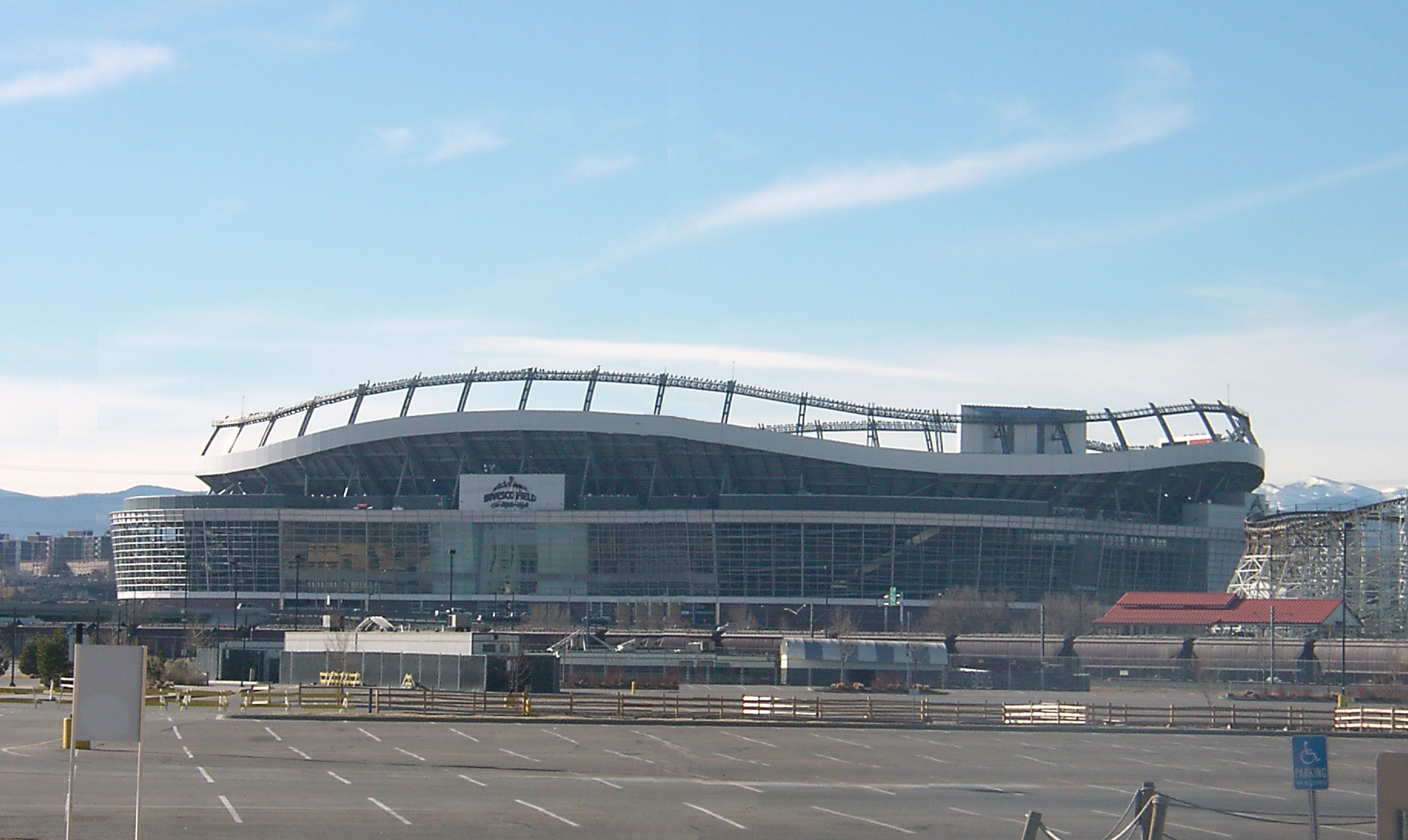
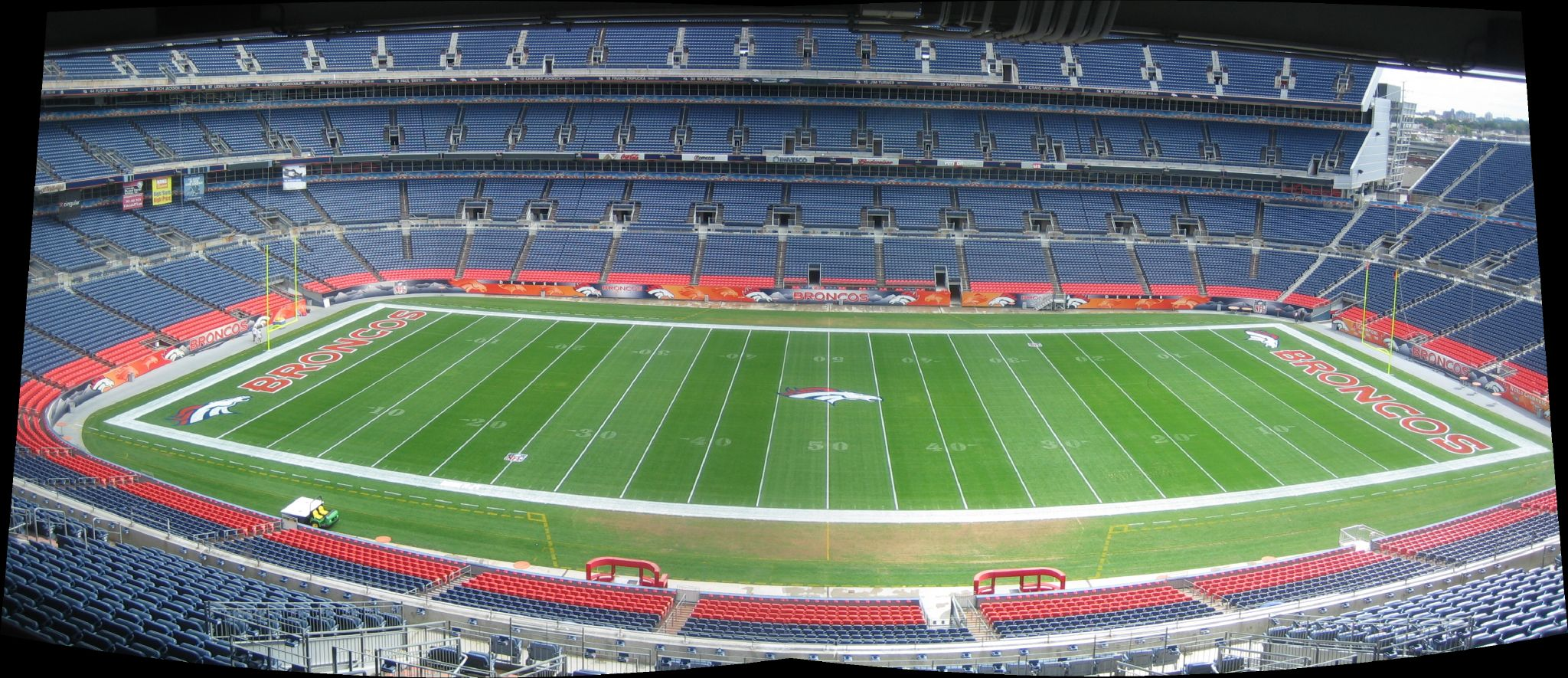
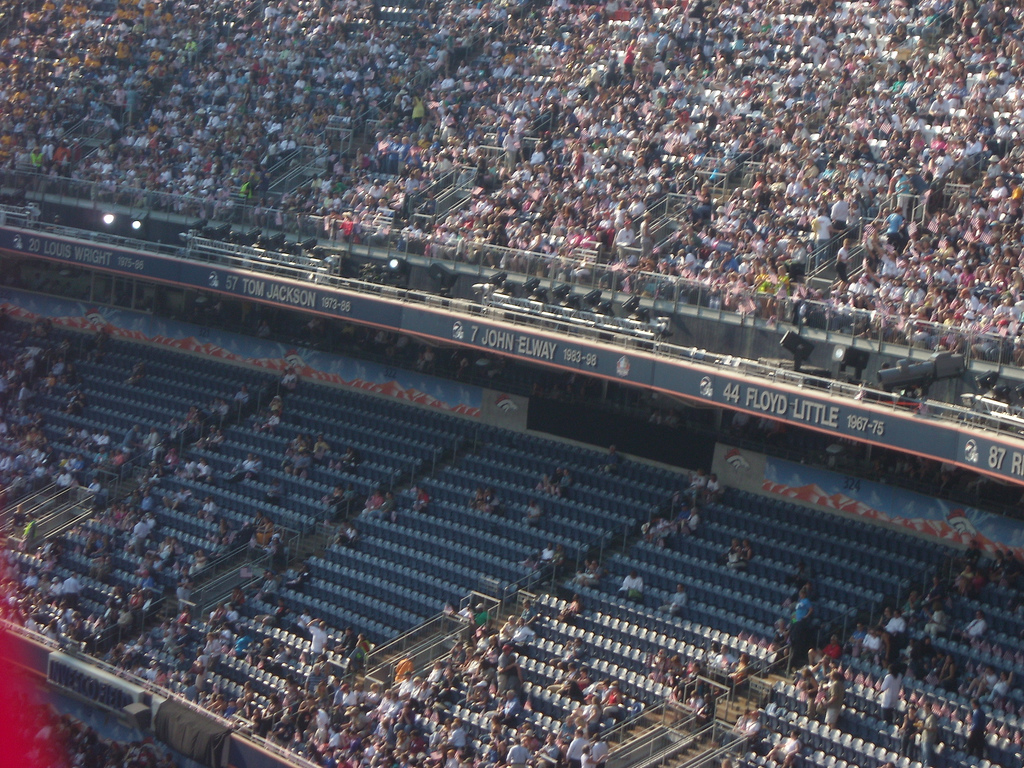

Évolution du logo du stade.
Entre 2001 et 2011
Entre 2011 et 2018
Depuis 2019